# Григорий Оводовски
Григорий Яковлевич Оводовски (на руски: Григорий Яковлевич Оводовский) е съветски военен, герой от Втората световна война.

## Биография
Григорий Оводовски е роден в 1906 година в село Прогнои, сега Геройское, Голопристански район, Херсонска област, Украйна в селско семейство. Член е на КПСС от 1941 г. Герой на Съветския съюз от 8 юли 1945 г. Завършва морски техникум и служи във военноморския флот между 1928 и 1931 и от 1942 година.
Оводовски участва във Великата отечествена война от 1942 г. Като командир на 7-и траулерен (минни траулери) дивизион, 2-ра траулерна бригада на Балтийски флот, капитан-лейтенант Оводовски осъществява над 100 излизания за минно тралене в бойна обстановка, ескорт на кораби и подводници и превозване на десантни части. През периода 6 – 27 май 1940 г., в тежка минна обстановка, осъществява преход на 9 траулера от Кронщадт в Пилау.
Когато, през лятото на 1944 г. съветските траулери се появили в Нарвския залив, немците откриват огън по тях от брега с три артилерийски батареи. Оводовски продължава траленето на мините, като само иска да му създадат димна завеса.
Немците изпращат в района подводница. Тя не се доближавала до траулера поради опасност от попадане на мини, но при всяко попадане на траулера в обсега ѝ, изплува и открива огън. Освен нея немците хвърлят в боя срещу Оводовски 50 бомбардировача и 20 изтребителя. Траулерите на Оводовски, обаче, не нарушават строя. Оводовски наредил единствено увеличаване разстоянието между тях и създаване на димна завеса, която да пречи на нападателите да установят точното местоположение на корабите. Само в първия ден на бойната работа в Нарвския залив, подразделението на Оводовски обезврежда 128 мини, във втория – 180, за две седмици – около хиляда.
След войната Оводовски продължава службата си във Военноморския флот. През 1945 г. завършва Военноморската академия. Войната с мините за Оводовски продължава и след Деня на Победата. Само за едно плаване през 1948 г. неговият дивизион обезврежда във Финския залив 220 мини. Още 57 мини са намерени през следващата година. Последните 22 вражески мини са извадени от водата от траулерите на Оводовски в района на фар Толбухин през август 1950 г. – 5 години след края на войната.
От 1951 г. капитан I ранг Оводовски преминава в запас.
Оводовски е носител на орден Ленин, три ордена Червено знаме, орден Нахимов II степен, орден на Отечествената война I степен, два ордена Червена звезда и множество медали.
Оводовски живее в Ленинград (днес Санкт Петербург, Русия). Умира през 1974 г. Неговото име носи кораб на руското Министерство на рибното стопанство.